# Ampulex rufofemorata
Ampulex rufofemorata är en  stekelart som beskrevs av Cameron 1903. Ampulex rufofemorata ingår i släktet Ampulex och familjen Ampulicidae. Inga underarter finns listade i Catalogue of Life.